# Volkswagen Passat B1
Volkswagen Passat B1 er den mellem foråret 1973 og efteråret 1980 byggede, første generation af Volkswagen Passat, som er en stor mellemklassebil. Modellen var i vidt omfang identisk med den i efteråret 1972 introducerede Audi 80 B1.
Produktionen af Passat startede i maj 1973. Den første tid blev modellen fremstillet på hovedfabrikken i Wolfsburg.
I USA blev bilen fra 1974 solgt under navnet Volkswagen Dasher, mens stationcarversionen hed Audi Fox.
I oktober 1980 blev modellen i Europa afløst af efterfølgeren, Passat B2. I Brasilien blev modellen derimod fortsat bygget sideløbende med B2 frem til december 1988.

## Generelt
Den første modelgeneration af Passat (intern betegnelse: Typ 32) var baseret på Audi 80 B1. Den italienske designer Giugiaro modificerede det oprindelige Audi-design og gav derved Passat et enestående design. Den nye model blev straks godt modtaget af publikum.
Modelprogrammet omfattede, til priser fra 9.060 DM, versionerne Basis og L, begge med en 55 hk stærk 1,3-motor, samt versionerne S og LS med en 75 hk stærk 1,5-motor. Dertil kom topmodellen Passat TS med 75 eller 85 hk, som udefra kunne kendes på de runde, dobbelte forlygter. Kabinen var udstyret med et treeget sportsrat og en midterkonsol med tre ekstrainstrumenter. I august 1975 blev 1,5-litersmotorerne afløst af 1,6-motorer med samme effekt.
I januar 1974 blev der med Passat Variant præsenteret en stationcarversion (Typ 33).
Fra starten var Passat en sedan med skrå bagende som to- eller firedørs med lille bagagerumsklap, men fra januar 1975 kunne der også leveres versioner med stor bagklap.
- Bagfra
- Volkswagen Passat firedørs (1973–1975)
- Volkswagen Passat Variant (1974–1975)

## Teknik
Med identisk forvogn adskilte Passat sig fra Audi 80 gennem sit modificerede bagparti og en specielt til Passat ombygget bagaksel. I stedet for fjeder-dæmper-enheder var fjedre og støddæmpere adskilt for ikke at indskrænke bagagerummet af fjederbenstårn, da Passat også skulle laves som stationcar (Variant). Passat var udstyret med en firecylindret motor monteret fortil på langs.
Forhjulsophænget i Passat bestod af MacPherson-fjederben med trekantslede, og sad sammen med motoren på en hjælperamme. Bagtil var bilen udstyret med en torsionsaksel; da denne under bagsædet krævede meget plads, var brændstoftanken (på Limousine fra sommeren 1976 og på Variant fra produktionens start af kunststof) og reservehjulsbrønden monteret bag akslen under bagagerumsgulvet. Fodbremsen betjente de på forhjulene monterede, hydrauliske skivebremser og de på baghjulene monterede tromlebremser, mens håndbremsen ved hjælp af reb virkede på de bageste tromlebremser.
- Montage af Volkswagen Passat i Volkswagenwerk Wolfsburg (1973)

## Modelændringer
I løbet af sin syvårige produktionsperiode gennemgik Passat B1 talrige tekniske modifikationer.

### 1975
Fra januar 1975 var samtlige versioner udstyret med kunststofhjørner på kofangerne..
Tre måneder senere fik Passat et mindre facelift, hvor basismodellens rektangulære forlygter blev afløst af runde. Basismodellen og L-modellen havde enkelte forlygter, mens TS- (til august 1976) og GL (fra august 1976)-modellerne havde dobbelte forlygter.
- Volkswagen Passat todørs (1975–1977)
- Bagfra
- Volkswagen Passat Variant (1975–1977)
- Volkswagen Dasher (USA)

### 1977
I august 1977 gennemgik Passat et kraftigt facelift (betegnelse nu Typ 32A hhv. Typ 33A), og samtidig blev produktionen flyttet til Emden.
Faceliftet berørte hovedsageligt frontpartiet, hækpartiet, udstødningssystemet og instrumentbrættet. Derved blev det, gennem modificeret motorhjelm og forskærme, begge nu skråt hældende opad, muligt at forbedre Passat-karrosseriets dårlige luftmodstand en smule. Gennem brugen af kunststofkofangere fortil virkede den faceliftede model mere moderne. De højrestyrede versioner (f.eks. til Storbritannien) beholdt det gamle instrumentbræt frem til produktionens indstilling i oktober 1980.
Fra juli 1978 kunne Passat leveres med 1,5-liters dieselmotoren fra Golf, som her dog var monteret på langs i modsætning til i Golf.
I februar 1979 tilkom Passat GLI med samme motor som Golf GTI. Denne motor, som i modsætning til indsprøjtningsmotoren i forgængeren Volkswagen Type 3 var udstyret med et rent mekanisk indsprøjtningssystem af type K-Jetronic fra Bosch, sørgede ved en egenvægt på under 900 kg for betragtelige præstationer. Limousine-versionen af GLI kunne udefra kendes på bl.a. hækspoileren. Oprindeligt var det planlagt at sælge modellen under navnet Passat GTI, hvilket blev droppet af den daværende chef Toni Schmücker. Prototypen var fremstillet i december 1976, men kom kun til indsats på messer.
- Volkswagen Passat (1977–1980)
- Bagfra
- Volkswagen Passat med fire døre
- Volkswagen Passat GTI (prototype)

## Passat i Brasilien
Mellem juni 1974 og december 1988 blev modellen også fremstillet i Brasilien, i starten med en til 48 kW (65 hk) neddroslet version af 1,5-litersmotoren og som to- og firedørs sedan med lille bagklap.
I 1976 fulgte Passat TS med en 59 kW (80 hk) stærk 1,6-motor. Fra 1978 fik den brasilianske Passat frontpartiet fra Audi 80 med rektangulære forlygter, og Passat LS/LSE kunne også fås som tredørs med stor bagklap.

## Tekniske data
|                                                | 1.3                | 1.3                | 1.5                    | 1.5                   | 1.6                         | 1.6                    | GLI                 | 1.5 Diesel         |
| Byggeår                                        | 1973–1978          | 1978–1980          | 1973–1975              | 1973–1975             | 1975–1980                   | 1975–1980              | 1979–1980           | 1978–1980          |
| Motorkendebogstaver                            | ZA                 | FY                 | ZB                     | ZC                    | YN                          | YP                     | YS                  | CK                 |
| Slagvolume                                     | 1297 cm³           | 1272 cm³           | 1471 cm³               | 1471 cm³              | 1588 cm³                    | 1588 cm³               | 1588 cm³            | 1471 cm³           |
| Boring × slaglængde                            | 75,0 × 73,4 mm     | 75,0 × 72,0 mm     | 76,5 × 80,0 mm         | 76,5 × 80,0 mm        | 79,5 × 80,0 mm              | 79,5 × 80,0 mm         | 79,5 × 80,0 mm      | 76,5 × 80,0 mm     |
| Maks. effekt ved omdr./min.                    | 40 kW (55 hk) 5500 | 40 kW (55 hk) 5800 | 55 kW (75 hk) 5800     | 63 kW (85 hk) 5800    | 55 kW (75 hk) 5600          | 63 kW (85 hk) 5600     | 81 kW (110 hk) 6100 | 37 kW (50 hk) 5000 |
| Maks. drejningsmoment ved omdr./min.           | 92 Nm 2500         | 90 Nm 3400         | 112−114 Nm 3300        | 121 Nm 4000           | 119 Nm 3200                 | 124 Nm 3200            | 137 Nm 5000         | 80 Nm 3000         |
| Fødesystem                                     | Karburator         | Karburator         | Karburator             | Karburator            | Karburator                  | Karburator             | Indsprøjtning       | Hvirvelkammer      |
| Topfart                                        | 145 km/t           | 150 km/t           | 155−160 km/t           | 163−168 km/t          | 156−160 km/t 165−\|173 km/t | 185 km/t               | 141 km/t            |                    |
| Acceleration 0-100 km/t                        | 16−17 sek.         | 16−17 sek.         | 13,5−16 sek.           | 12−15 sek.            | 13,5−16 sek.                | 12−14,5 sek.           | 10,5−11,5 sek.      | 20,5−21,5 sek.     |
| Brændstofforbrug pr. 100 km ved blandet kørsel | 10,5 liter Normal  | 10,5 liter Normal  | 10,5−11,5 liter Normal | 10,0−11,0 liter Super | 10,5−11,0 liter Normal      | 10,5−11,0 liter Normal | 11,5 liter Super    | 7,5 liter Diesel   |